# العلاقات الإثيوبية الفنلندية
العلاقات الإثيوبية الفنلندية هي العلاقات الثنائية التي تجمع بين إثيوبيا وفنلندا.

## مقارنة بين البلدين
هذه مقارنة عامة ومرجعية للدولتين:
| وجه المقارنة                                              | إثيوبيا                        | فنلندا                                                                               |
| --------------------------------------------------------- | ------------------------------ | ------------------------------------------------------------------------------------ |
| المساحة (كم2)                                             | 1.10 مليون                     | 338.42 ألف                                                                           |
| عدد السكان (نسمة)                                         | 104.96 مليون                   | 5.52 مليون                                                                           |
| الكثافة السكانية (ن./كم²)                                 | 95.42                          | 16.31                                                                                |
| العاصمة                                                   | أديس أبابا                     | هلسنكي                                                                               |
| اللغة الرسمية                                             | اللغة الأمهرية                 | اللغة الفنلندية، اللغة السويدية                                                      |
| العملة                                                    | بير إثيوبي                     | يورو، ماركا فنلندية                                                                  |
| الناتج المحلي الإجمالي (بليون دولار)                      | 80.56 مليار                    | 251.88 مليار                                                                         |
| الناتج المحلي الإجمالي (تعادل القوة الشرائية) بليون دولار | 161.90 مليار                   | 231.84 مليار                                                                         |
| الناتج المحلي الإجمالي الاسمي للفرد دولار أمريكي          | 619                            | 42.31 ألف                                                                            |
| الناتج المحلي الإجمالي للفرد دولار أمريكي                 | 1.50 ألف                       | 40.68 ألف                                                                            |
| مؤشر التنمية البشرية                                      | 0.442                          | 0.883                                                                                |
| رمز المكالمات الدولي                                      | +251                           | +358                                                                                 |
| رمز الإنترنت                                              | .et                            | .fi                                                                                  |
| المنطقة الزمنية                                           | ت ع م+03:00، توقيت شرق أفريقيا | ت ع م+02:00، ت ع م+03:00، أوروبا/هلسنكي ‏، توقيت شرق أوروبا، توقيت شرق أوروبا الصيفي ‏ |

## منظمات دولية مشتركة
يشترك البلدان في عضوية مجموعة من المنظمات الدولية، منها:
| علم المنظمة | اسم المنظمة                        | تاريخ انضمام إثيوبيا | تاريخ انضمام فنلندا |
| ----------- | ---------------------------------- | -------------------- | ------------------- |
|             | الاتحاد البريدي العالمي            | ?                    | ?                   |
|             | مؤسسة التنمية الدولية              | 11 أبريل 1961        | 29 ديسمبر 1960      |
|             | منظمة حظر الأسلحة الكيميائية       | ?                    | ?                   |
|             | الأمم المتحدة                      | 13 نوفمبر 1945       | 14 ديسمبر 1955      |
|             | وكالة ضمان الاستثمار متعدد الأطراف | 13 أغسطس 1991        | 28 ديسمبر 1988      |
|             | منظمة الشرطة الجنائية الدولية      | ?                    | ?                   |
|             | مؤسسة التمويل الدولية              | 20 يوليو 1956        | 20 يوليو 1956       |
|             | البنك الدولي للإنشاء والتعمير      | 27 ديسمبر 1945       | 14 يناير 1948       |
|             | الاتحاد الدولي للاتصالات           | 20 فبراير 1932       | 1 سبتمبر 1920       |
|             | البنك الإفريقي للتنمية             | ?                    | ?                   |
|             | الفريق المعني برصد الأرض           | ?                    | ?                   |
|             | يونسكو                             | 1 يوليو 1955         | 10 أكتوبر 1956      |

## وصلات خارجية
- موقع وزارة الخارجية الإثيوبية
- موقع وزارة الخارجية الفنلندية